# The Prude's Fall
The Prude's Fall es una película dramática muda británica de 1925 dirigida por Graham Cutts y protagonizada por Jane Novak, Julanne Johnston y Warwick Ward.
La película fue filmada en Islington Studios, producida por una compañía que pronto se convertiría en Gainsborough Pictures. Fue una adaptación de una obra de teatro de Rudolph Besier y May Edington con el guion escrito por Alfred Hitchcock. También fue conocido por el título alternativo de Dangerous Virtue.
No tuvo buena crítica. La reseña de Iris Barry en el Daily Mail decía lo siguiente: "Una película en inglés, no de primera calidad, pero con un elenco interesante".

## Reparto
- Jane Novak - Beatrice Audley
- Julanne Johnston - Sonia Roubetsky
- Warwick Ward - Andre le Briquet
- Hugh Miller - Marqués de Rocqueville
- Gladys Jennings - Laura Westonry
- Miles Mander - Sir Neville Moreton
- Henry Vibart - Dean Carey
- Marie Ault - Mrs Masters